# Tuukka Rask
Tuukka Mikael Rask, född 10 mars 1987 i Nyslott, är en finländsk före detta professionell ishockeymålvakt som spelade för Boston Bruins i NHL. Han spelade tidigare för Providence Bruins i AHL, Ilves i finska FM-ligan och HC Škoda Plzeň i tjeckiska Extraliga. För säsongen 2013/2014 tilldelades han Vézina Trophy som NHL:s bäste målvakt. 
Rask har även fått en getingart döpt efter sig, thaumatodryinus tuukkaraski.

## Spelarkarriär

### NHL

#### Toronto Maple Leafs
Rask blev draftad som 21:a spelare totalt av Toronto Maple Leafs i 2005 års draft. Året efter skickade Maple Leafs sina rättigheter till honom till Bruins i utbyte mot Andrew Raycroft.

#### Boston Bruins
Rask etablerade sig som NHL-målvakt under säsongen 2009–2010 och var under hela sin karriär Boston Bruins förstamålvakt. När Bruins vann 2011 års Stanley Cup sällade sig Rask till Antti Niemi som de enda finska målvakterna genom tiderna att vinna en Stanley Cup.
Den 28 juni 2012 skrev Tuukka Rask på ett ettårskontrakt med Boston Bruins, värt 3,5 miljoner dollar. Under NHL-lockouten säsongen 2012/13 spelade han för HC Plzeň i den tjeckiska toppligan. Efter att säsongen återupptogs tog sig Bruins återigen till Stanley Cup-final, men fick se sig besegrade av Chicago Blackhawks.
Den 10 juli 2013 skrev Rask på ett nytt kontrakt med Bruins, denna gång ett åttaårigt kontrakt värt 56 miljoner dollar.
Den 1 januari 2019 blev Rask historisk som den Bruins-målvakt som stått flest matcher. Han hade då stått i 469 matcher. Drygt en månad senare, i den 3 februari 2019, blev Rask, i och med en vinst mot Washington Capitals, den målvakt som vunnit flest matcher genom Bruins historia.  Båda de tidigare rekorden innehades av Tiny Thompson. 
Tuukka Rasks 500 NHL-match spelade han mot Toronto Maple Leafs, laget som draftat honom, den 2 oktober 2019.  Samma säsong, den 10 mars 2020, höll han nollan för 50:e gången i karriären i en match mot Philadelphia Flyers.
Efter att ha stått under fem matcher i slutspelet 2019/2020 valde Rask att lämna den "bubbla" som skapats för att kunna hålla slutspelsmatcher under den pågående coronaviruspandemin för att åka hem till sin familj.

### Internationellt
Rask vann brons i 2006 års junior-VM då Finland slog USA med 4-2 i bronsmatchen.
Tuukka Rask tog sin första OS-medalj 2014 då Finland tog brons efter att ha besegrat USA med 5-0.

## Statistik
M = Matcher, V = Vinster, F = Förluster, O = Oavgjorda, ÖF = Förluster på övertid eller straffar, MIN = Spelade minuter, IM = Insläppta Mål, N = Hållit nollan, GIM = Genomsnitt insläppta mål per match, R% = Räddningsprocent

### Grundserie
| Källa: Uppdaterad: 2016-07-05 | Källa: Uppdaterad: 2016-07-05 | Källa: Uppdaterad: 2016-07-05 | Källa: Uppdaterad: 2016-07-05 | Källa: Uppdaterad: 2016-07-05 | Källa: Uppdaterad: 2016-07-05 | Källa: Uppdaterad: 2016-07-05 | Källa: Uppdaterad: 2016-07-05 | Källa: Uppdaterad: 2016-07-05 | Källa: Uppdaterad: 2016-07-05 | Källa: Uppdaterad: 2016-07-05 | Källa: Uppdaterad: 2016-07-05 | Källa: Uppdaterad: 2016-07-05 |  |
| Säsong                        | Lag                           | Liga                          | M                             | V                             | F                             | O                             | ÖF                            | MIN                           | IM                            | N                             | GIM                           | R%                            |  |
| ----------------------------- | ----------------------------- | ----------------------------- | ----------------------------- | ----------------------------- | ----------------------------- | ----------------------------- | ----------------------------- | ----------------------------- | ----------------------------- | ----------------------------- | ----------------------------- | ----------------------------- |  |
| 2004–2005                     | Ilves                         | Liiga                         | 4                             | 0                             | 1                             | 1                             | —                             | 201                           | 15                            | 0                             | 4.46                          | .875                          |  |
| 2005–2006                     | Ilves                         | Liiga                         | 30                            | 12                            | 8                             | 7                             | —                             | 1724                          | 60                            | 2                             | 2.09                          | .926                          |  |
| 2006–2007                     | Ilves                         | Liiga                         | 49                            | 18                            | 18                            | 10                            | —                             | 2872                          | 114                           | 3                             | 2.38                          | .928                          |  |
| 2007–2008                     | Boston Bruins                 | NHL                           | 4                             | 2                             | 1                             | —                             | 1                             | 184                           | 10                            | 0                             | 3.26                          | .886                          |  |
|                               | Providence Bruins             | AHL                           | 45                            | 27                            | 13                            | 2                             | —                             | 2570                          | 100                           | 1                             | 2.33                          | .905                          |  |
| 2008–2009                     | Boston Bruins                 | NHL                           | 1                             | 1                             | 0                             | —                             | 0                             | 60                            | 0                             | 1                             | 0.00                          | 1.000                         |  |
|                               | Providence Bruins             | AHL                           | 57                            | 33                            | 20                            | 4                             | —                             | 3340                          | 139                           | 4                             | 2.50                          | .920                          |  |
| 2009–2010                     | Boston Bruins                 | NHL                           | 45                            | 22                            | 12                            | —                             | 5                             | 2562                          | 84                            | 5                             | 1.97                          | .931                          |  |
| 2010–2011                     | Boston Bruins                 | NHL                           | 29                            | 11                            | 14                            | —                             | 2                             | 1594                          | 71                            | 2                             | 2.67                          | .918                          |  |
| 2011–2012                     | Boston Bruins                 | NHL                           | 23                            | 11                            | 8                             | —                             | 3                             | 1289                          | 44                            | 3                             | 2.05                          | .929                          |  |
| 2012–2013                     | Boston Bruins                 | NHL                           | 36                            | 19                            | 10                            | —                             | 5                             | 2104                          | 70                            | 5                             | 2.00                          | .929                          |  |
|                               | HC Škoda Plzeň                | Extraliga                     | 17                            | 12                            | 5                             | 0                             | —                             | 993                           | 35                            | 1                             | 2.11                          | .924                          |  |
| 2013–2014                     | Boston Bruins                 | NHL                           | 58                            | 36                            | 15                            | —                             | 6                             | 3386                          | 115                           | 7                             | 2.04                          | .930                          |  |
| 2014–2015                     | Boston Bruins                 | NHL                           | 70                            | 34                            | 21                            | —                             | 13                            | 4064                          | 156                           | 3                             | 2.30                          | .922                          |  |
| 2015–2016                     | Boston Bruins                 | NHL                           | 64                            | 31                            | 22                            | —                             | 8                             | 3679                          | 157                           | 4                             | 2.56                          | .915                          |  |
| NHL totalt                    | NHL totalt                    | NHL totalt                    | 330                           | 167                           | 103                           | —                             | 43                            | 18922                         | 707                           | 30                            | 2.24                          | .924                          |  |
| AHL totalt                    | AHL totalt                    | AHL totalt                    | 102                           | 60                            | 33                            | 6                             | —                             | 5910                          | 239                           | 5                             | 2.41                          | .912                          |  |
| Liiga totalt                  | Liiga totalt                  | Liiga totalt                  | 79                            | 25                            | 35                            | 11                            | —                             | 4049                          | 171                           | 7                             | 2.67                          | .916                          |  |
| Extraliga totalt              | Extraliga totalt              | Extraliga totalt              | 17                            | 12                            | 5                             | 0                             | —                             | 993                           | 35                            | 1                             | 2.11                          | .924                          |  |

### Slutspel
| 2005–2006    | Ilves             | Liiga        | 3  | 0  | 3  | 180  | 7   | 0 | 2.33 | —    |
| 2006–2007    | Ilves             | Liiga        | 7  | 2  | 5  | 397  | 20  | 0 | 3.02 | —    |
| 2007–2008    | Providence Bruins | AHL          | 10 | 6  | 4  | —    | 22  | 2 | 2.18 | .908 |
| 2008–2009    | Providence Bruins | AHL          | 16 | 9  | 7  | 977  | 36  | 0 | 2.21 | .930 |
| 2009–2010    | Boston Bruins     | NHL          | 13 | 7  | 6  | 829  | 36  | 0 | 2.61 | .912 |
| 2012–2013    | Boston Bruins     | NHL          | 22 | 14 | 8  | 1466 | 46  | 3 | 1.88 | .940 |
| 2013–2014    | Boston Bruins     | NHL          | 12 | 7  | 5  | 753  | 25  | 2 | 1.99 | .928 |
| NHL totalt   | NHL totalt        | NHL totalt   | 47 | 28 | 19 | 3048 | 107 | 5 | 2.11 | .930 |
| AHL totalt   | AHL totalt        | AHL totalt   | 26 | 15 | 13 | 977  | 58  | 2 | 2.19 | .919 |
| Liiga totalt | Liiga totalt      | Liiga totalt | 10 | 2  | 8  | 577  | 27  | 0 | 2.67 | —    |